# Jumma
Jumma är en sjö i Östra Göinge kommun i Skåne och ingår i Skräbeåns huvudavrinningsområde. Sjön har en area på 0,0302 kvadratkilometer och ligger 80,4 meter över havet.

## Delavrinningsområde
Jumma ingår i det delavrinningsområde (624206-141214) som SMHI kallar för Utloppet av Immeln. Medelhöjden är 99 meter över havet och ytan är 93,37 kvadratkilometer. Räknas de 13 avrinningsområdena uppströms in blir den ackumulerade arean 275 kvadratkilometer. Avrinningsområdets utflöde Skräbeån (Alltidhultsån) mynnar i havet. Avrinningsområdet består mestadels av skog (64 procent). Avrinningsområdet har 23,59 kvadratkilometer vattenytor vilket ger det en sjöprocent på 25,2 procent. Bebyggelsen i området täcker en yta av 0,6 kvadratkilometer eller 1 procent av avrinningsområdet.